# Bellevue Teatret
Le Bellevue Teatret, (en français : le théâtre Bellevue), est un théâtre situé à Klampenborg dans la municipalité de Gentofte et la banlieue de Copenhague. Il a été inauguré en 1936.

## Présentation

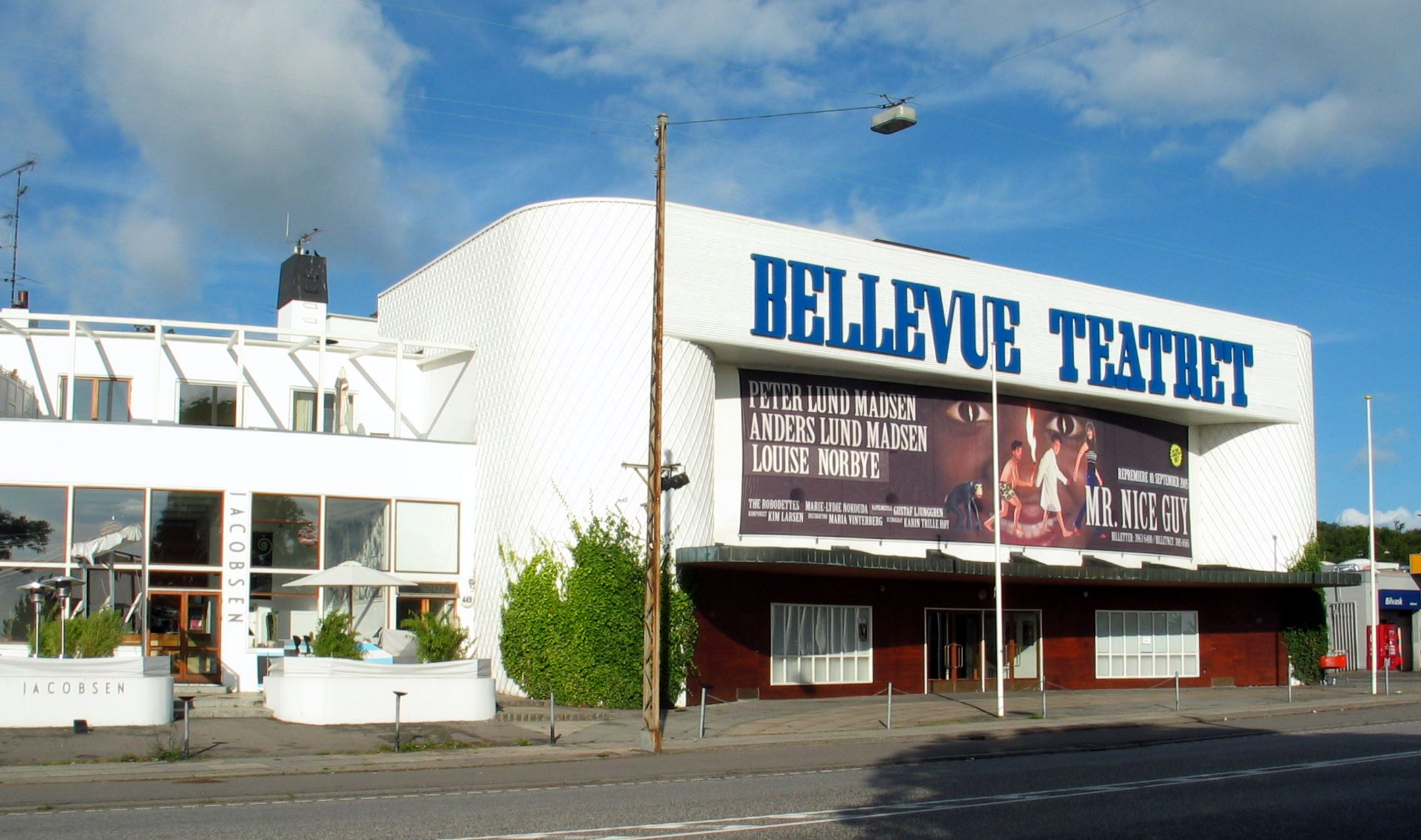
Le théâtre Bellevue Teatret.

Le Bellevue Teatret a été construit sur les plans de l'architecte danois Arne Jacobsen. Il est considéré comme une réalisation majeure dans le style architectural du fonctionnalisme, principe selon lequel la forme des bâtiments doit être exclusivement l'expression de leur usage. Le théâtre jouxte la plage de Bellevue Strand qui fut très fréquentée dès les années 1930 par les résidents de la capitale danoise. 
C'est l'architecte danois Arne Jacobsen qui remporta le concours pour la réalisation d'une tel ouvrage culturel, organisé, au début des années 1930, par la municipalité de Gentofte pour la commune de Klampenborg.
Le théâtre est décoré intérieurement par des mosaïques et sa toiture est rétractable. 
Depuis son ouverture, le Bellevue Teatret présente une programmation essentiellement musicale, musique moderne et concerts de rock. 